# Bablad (T.K.), Gulbarga
Bablad (T.K.) là một làng thuộc tehsil Gulbarga, huyện Gulbarga, bang Karnataka, Ấn Độ.